# Diego del Alcázar Silvela
Diego del Alcázar Silvela (Àvila, 30 d'agost de 1950), X marquès de la Romana i Gran d'Espanya, és un empresari  espanyol, fundador i actualment president d'IE Business School.

## Trajectòria
Després d'estudiar Dret, Ciències Polítiques i Administració en la Universitat Complutense de Madrid i La Sorbona de París, va treballar al Banc de Llevant. el 1973, juntament amb un grup d'empresaris, va fundar el Institut d'Empresa. Entre 2007 i 2012 va ser president del  Grup Vocento, mantenint-se com a conseller de  ABC. Actualment és president de IE Business School, IE University i Fundació IE.
En l'àmbit empresarial ha contribuït a el desenvolupament de diverses companyies com Aigües de Mondariz, Publicitat Gisbert, Grup Negocis, Balneari de Mondariz, Thomil i Xocolates Eureka. Ha format part dels consells d'administració d'aquestes tres últimes així com de grups de comunicació com ONO (fins 2009) i Recoletos. Així mateix és patró o conseller de diferents fundacions i organismes, com la Fundació Zubiri o la Fundació Princesa de Girona.

## Col·leccionista i patró de les arts
Defensor de el món de l'art, és vicepresident de la Fundació de Suport a la Història de l'Art Hispànic, que promou l'estudi, la investigació i la publicació de treballs sobre l'art espanyol. El 1985, juntament amb la Fundació Ortega y Gasset, va crear el Premi Joan Lladó, que s'ha convertit en un dels guardons més prestigiosos en l'àmbit del mecenatge. Durant dotze anys va promoure la restauració del palau de Tabladillo, situat al municipi d'Ojos-Albos i exemple de l'arquitectura senyorial de segle xvi, iniciativa que va merèixer un esment especial en els  Premis Unió Europea-Europa Nostra de Patrimoni Cultural de 2006.

## Distincions
- Gran Creu de l'Ordre d'Alfons X el Savi (2003)[6]